# Torgau-Oschatz
Torgau-Oschatz foi um distrito (kreis ou landkreis) da Alemanha localizado na região de Leipzig, no estado da Saxônia. Em agosto de 2008, como parte da reforma distrital na Saxônia, os distritos de Delitzsch e Torgau-Oschatz foram fundidos no novo distrito da Saxônia do Norte.